# Quadrivio Spinasanta
Il Quadrivio Spinasanta, o semplicemente Quadrivio (Cuatriviu in siciliano) è un quartiere di Agrigento, posto nella parte settentrionale dell'abitato, ai piedi del colle su cui si sviluppa il centro storico.
Il quartiere del Quadrivio Spinasanta può essere considerato un quartiere periferico della città, trovandosi a circa 3 km di distanza dal centro storico; esso confina con i quartieri decentrati di Calcarelle, San Giusippuzzu, Fontanelle, Villaseta, Monserrato, Montaperto e Giardina Gallotti, nonché con i comuni limitrofi di Favara, Raffadali e Joppolo Giancaxio. 
La zona trae il proprio nome da un antico incrocio tra due strade, oggi diventate le tre importanti SS 118, SS 122 ed SS 189 (le odierne vie Mazzini e Imera, da nord a sud, Scifo, Regione Siciliana e Mattarella da ovest ad est), le quali cinque arterie si intersecano in corrispondenza della Chiesa del Sacro Cuore di Gesù, che rappresenta il fulcro del quartiere. In questo rione hanno sede alcuni istituti scolastici ed accademici, la stazione di Agrigento Bassa- il secondo scalo ferroviario cittadino- e numerose attività commerciali; nelle sue immediate vicinanze si trovano, tra gli altri, il Palazzo di Giustizia (nel quartiere Fontanelle), l'ospedale S. Giovanni di Dio (nel quartiere San Michele), gli uffici dell'Enel ed il Polo Universitario (nel quartiere di Calcarelle). La parte più cospicua dell'edilizia del Quadrivio risale quasi tutta al periodo degli anni settanta-anni ottanta, sviluppandosi in modo molto caotico e disordinato: oggi è ritenuta l'area di Agrigento con le maggiori problematiche relative alla vivibilità. 
Il Quadrivio Spinasanta resta un'area urbana in continua espansione e sempre più persone vi si trasferiscono da altre zone di Agrigento o dalle cittadine vicine.

## Storia
Il nome deriva dall'insieme di due parole: "Quadrivio", per via delle originarie 4 strade che formavano l'incrocio (oggi le strade sono 5) e "Spinasanta", perché gli Arabi coltivavano in questa zona, allora terreno aperto, una pianta spinosa (Lycium europaeum), che, secondo le antiche credenze, preveniva le malattie.
Gli Arabi utilizzarono quest'area anche come base di negozi, mercati ed empori per il commercio, insieme agli edifici della borgata marittima di San Leone. Il Quadrivio, infatti, non era densamente abitato all'epoca, essendovi presenti soltanto allevamenti di bestiame e le relative abitazioni dei contadini, allevatori, e lavoratori locali, oltre all'edificio importante del Mercato. 
Alla base dell'economia di questo mercato e di quello di San Leone, ben presto, si pose il commercio di zolfo, estratto dalla miniera della Ciavolotta, chiamata in siciliano Minadeazufres (in spagnolo mina de azufre significa miniera di zolfo), che si trovava poco distante da San Leone, nell'odierna località di Zingarello. Altra fonte di ricchezza per il mercato era il salgemma, che veniva estratto a Marina di Girgenti (odierna Porto Empedocle) e a Muntiriali (odierna Realmonte). 
Il mercato, molto esteso e capiente, serviva anche da rifugio, poiché nelle colline a sud, di fronte al Quadrivio Spinasanta, in cui sorgeva il centro della antica Girgenti vi erano sentinelle che avvertivano gli abitanti in caso di avvicinamento di navi sospette, facendo risalire tutta la popolazione, gli animali e il mercato di San Leone in quello del Quadrivio Spinasanta, il quale, essendo nascosto dalle colline circostanti (due dal lato sud, una a nord e a ovest), non poteva essere avvistato dagli eventuali nemici provenienti dal mare. Oggi del mercato non c'è più traccia alcuna.